# Lattogenesi
La lattogenesi o montata lattea è il processo attraverso il quale le cellule delle ghiandole mammarie assumono la caratteristica di secernere latte materno. 

## Fasi

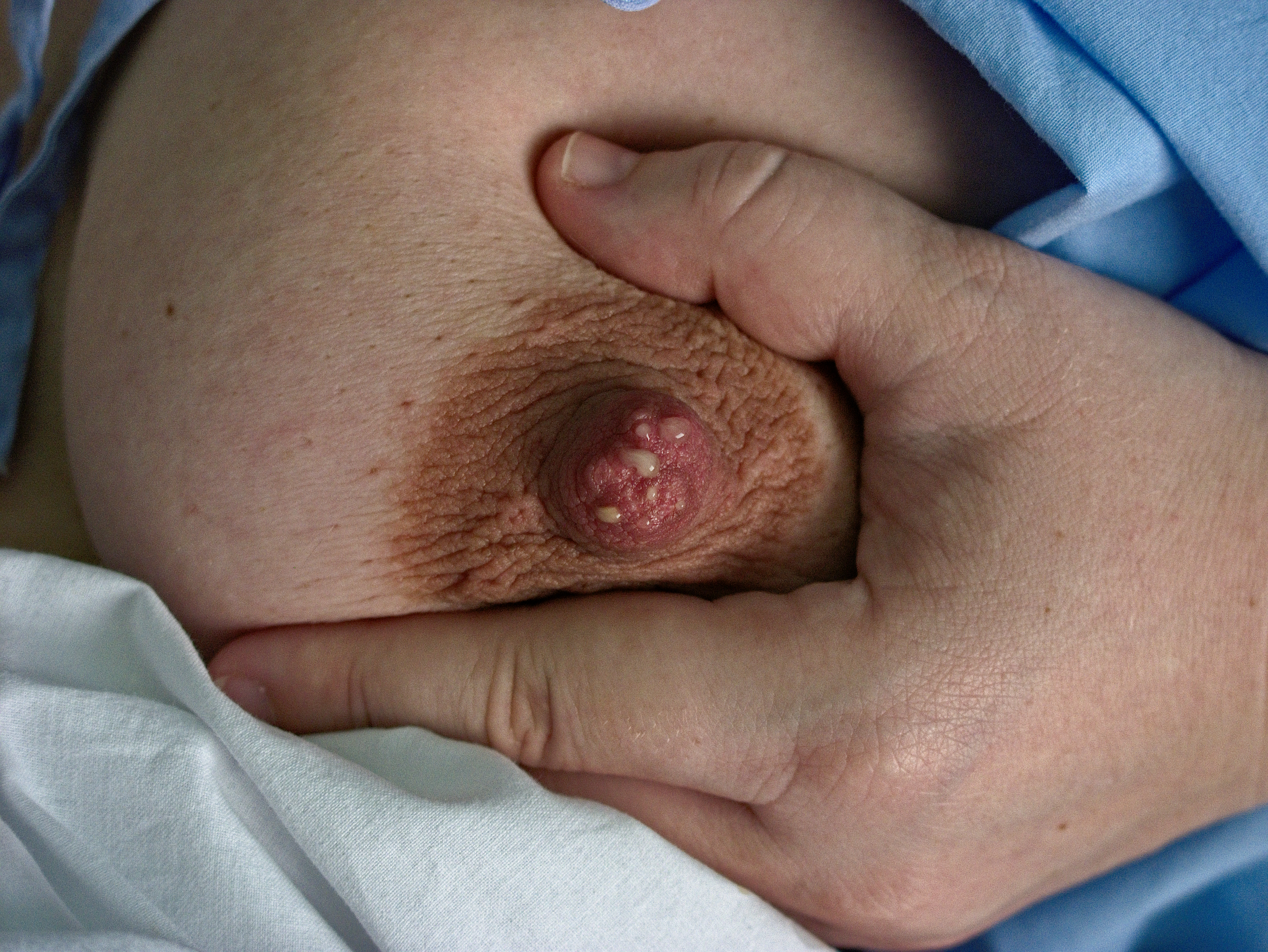
Colostro, il primo liquido secreto da un capezzolo di una donna lattante prima del latte

Tale processo può essere suddiviso in tre fasi successive:
- La prima fase inizia da circa metà della gravidanza e termina il 3º giorno successivo al parto. A differenza delle fasi successive, non dipende dallo stimolo dato dalla suzione del capezzolo da parte del neonato, ma da fattori ormonali. Il latte prodotto è quantitativamente poco a causa dell'inibizione degli estrogeni e del progesterone prodotti a livello di placenta e assume il nome di colostro.
- La seconda fase inizia con l'espulsione della placenta e il conseguente aumento di secrezione della prolattina, dovuto al mancato feedback negativo degli ormoni placentari. La produzione di latte inizia massicciamente tra il 2º e 4º giorno successivo al parto, ma dipende inizialmente solo da meccanismi endocrini, che via via vengono parzialmente sostituiti da una secrezione autocrina.
- La terza fase inizia circa due-tre settimane dopo il parto. Da qui in poi la produzione di latte non dipende praticamente più da fattori ormonali, bensì si instaura un meccanismo di produzione del latte basato sulla quantità quotidianamente rimossa. L'ossitocina e la prolattina prodotti dall'ipotalamo e dall'ipofisi in seguito allo stimolo dovuto alla suzione da parte del neonato contribuiscono rispettivamente a promuovere l'eiezione e la produzione del latte.